# 2C2 3100
Les 2C2 3100 sont une série d'anciennes locomotives électriques de la Compagnie du Midi. 
Leur particularité principale était d'avoir des moteurs de traction doubles disposés verticalement dans la caisse, configuration très rare.

## Historique
Ces locomotives ont été commandées aux CEF de Tarbes en 1914 à la suite de la décision d'électrification du réseau du Midi en 12 kV 16 ²⁄₃ Hz et de la commande de six prototypes de 1C1.
Leur réalisation a été retardée par la guerre de 1914-1918 puis par la décision gouvernementale de 1920 d'imposer le 1 500 V continu pour les nouvelles électrifications. La machine initialement conçue avec trois moteurs Westinghouse disposés horizontalement avec transmission par engrenages de type « cup drive » a dû être redéfinie avec des moteurs Dick-Kerr 1 500 V disposés verticalement (ce qui est inhabituel). Il faudra attendre 1923 pour que les deux premiers prototypes commencent leurs essais.
La livrée d'origine était bleue.

## Carrière

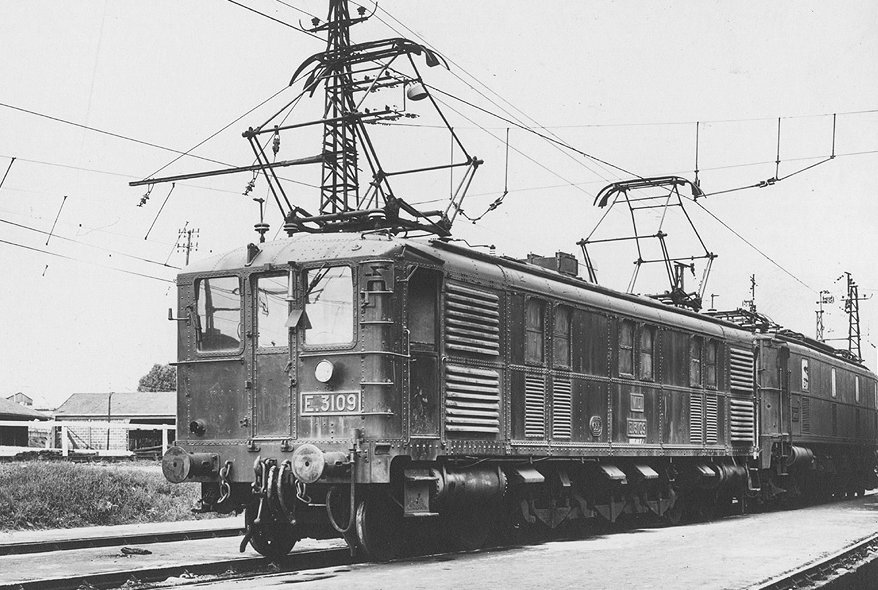
La 2C2 3109

Elles ont constitué la première série française de locomotives électriques de vitesse pouvant atteindre et même dépasser 120 km/h. Elle a détenu le ruban bleu mondial de vitesse avec une moyenne de 108 km/h sur la liaison Bordeaux - Bayonne. Mais avec l'alourdissement des trains (avec l'arrivée des voitures métalliques OCEM), elle a pâti d'une trop faible puissance et dut s'éclipser devant les 2D2 du PO.

## Modélisme
Les 2C2 3100 ont été reproduites à l'échelle HO par le fabricant anglais DJH/Model Loco, sous forme de kit (métal blanc et laiton) à monter et à peindre.

## Sources